# Club Tennis Taula Badalona
El Club Tennis Taula Badalona és el club de tennis de taula més important de la ciutat i també un dels seus clubs esportius més destacables. Amb inicis l'any 1938 i una història tortuosa, es tracta d'un dels clubs més antics de Badalona i de Catalunya; ha format part de diverses associacions fins a constituir-se definitivament l'any 2008 com a entitat independent.

## Història
El tennis de taula sempre ha tingut molta tradició a Badalona. Ja a principis del segle xx es practicava el popular ping-pong en diversos locals d'aquesta localitat costanera, com el Círcol Catòlic, els Pares Carmelites, a Sant Josep o a la Cooperativa La Moral, per anomenar-ne alguns.
L'agost de 1938, en plena Guerra Civil, a l'Agrupació Excursionista de Badalona es va crear la secció de "ping-pong", amb un equip format per Josep Lleal, Francesc Garcia, Francesc Guardiola i Llorenç Monés. Però només dos anys després l'Agrupació va ser clausurada pel règim franquista i els integrants de la secció de tennis de taula van haver de repartir-se per altres locals badalonins.
També al Titus platja hi havia uns quants aficionats a la pala petita, encapçalats per Ramon Fonollà -qui acabaria sent campió estatal- fins que un dia, al rebre la visita del president de la Federació Barcelonesa, el Sr. Tarruella, es van animar a federar-se i a competir.

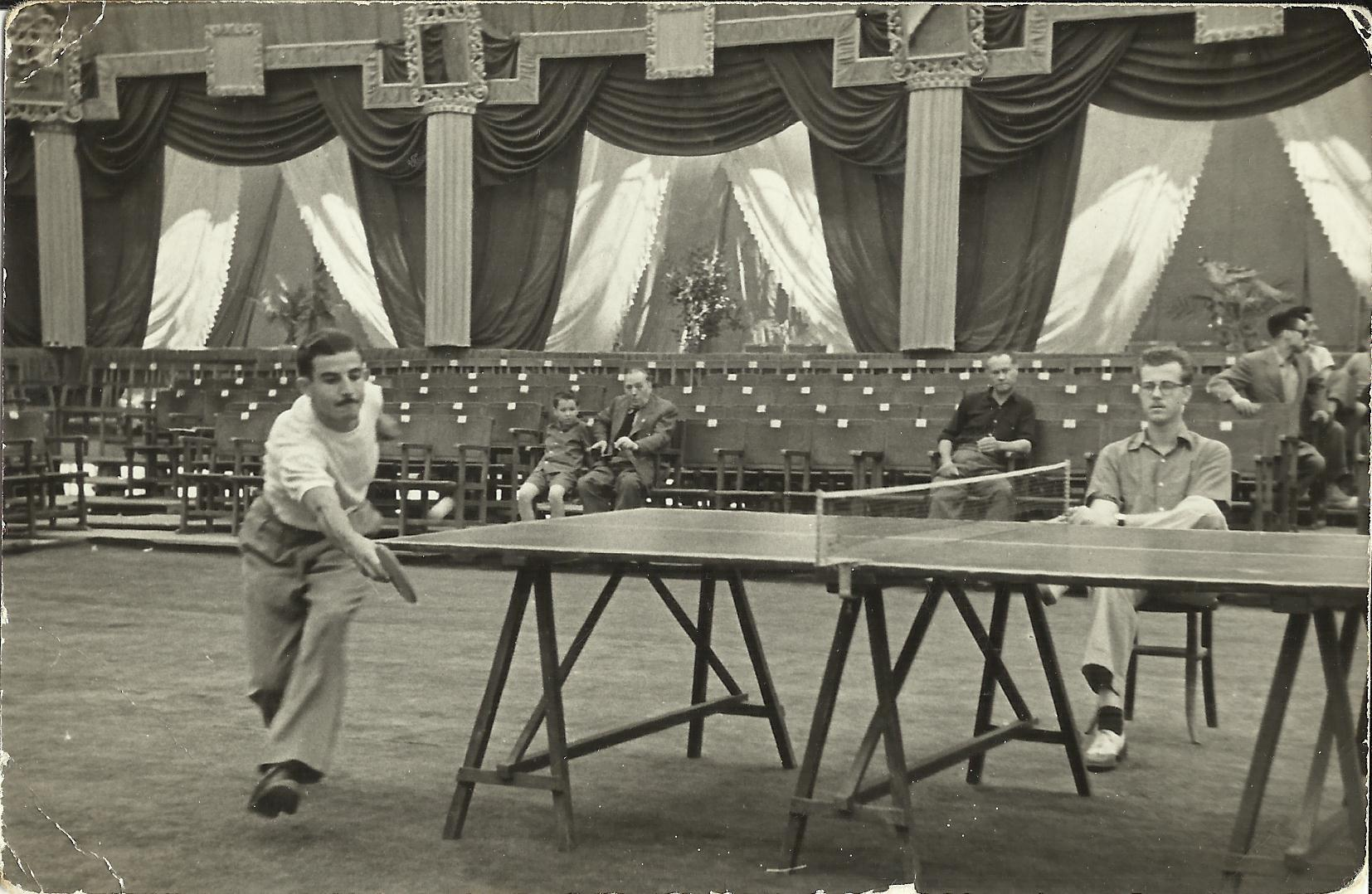
Torneig de Festa Major (1954)

A mitjans dels anys 60 es creà un nou club de tennis de taula al Carrer del Mar, al local de la Falange Española, sobre el Cinema Verbena, fundat per Lluís Antoja, fill de l'aleshores alcalde Felip Antoja. Fins a finals dels 70 es van reunir allà diversos jugadors badalonins, entre ells alguns fundadors del CTT Badalona, com en Facundo Lagunas, en Josep Maria Nolis o en Lluís Farrés.
En pocs anys el club va anar amunt i va assolir la màxima categoria, fitxant a bons jugadors i al llavors seleccionador estatal, Díaz de Ceiro. Aquesta empenta va fer que l'Ajuntament fes construir un pavelló exclusiu per al Club Tennis Taula Bétulo, situat al barri de Bufalà, on es va jugar uns anys fins que els veïns van prendre el pavelló per a altres activitats del barri.
Durant els anys 70 també va néixer a Canyet un nou club de tennis de taula a la Societat Cultural l'Oliva, on van jugar-hi, entre d'altres, Joan Redón, Pere Navarro, Joan Piera, Joaquim Guarch i Joan Maria Vilaró. Al cap d'uns anys, però, van sorgir desavinences amb l'entitat i els palistes van haver de buscar un nou local on poder practicar el tennis de taula. Finalment, rondant el 1982, el Centre Excursionista de Badalona els va acollir, donant així una nova empenta a la secció de tennis de taula que ha durat fins al nou mil·lenni. El CEB va arribar a jugar a la Primera Divisió Estatal, comptant amb els antics jugadors de l'Oliva i amb d'altres que es van anar formant.
L'any 1987 el Centre Excursionista juntament amb la Cooperativa La Moral varen organitzar el major esdeveniment de tennis de taula celebrat mai a Badalona: el Campionat d'Espanya Infantil i Juvenil, als pavellons de La Plana i Sant Josep.
A mitja dècada dels 90, Joan Piera va deixar el lideratge de la secció i en Josep Maria Nolis en va prendre el relleu. De mica en mica la secció va anar creixent i el senyor Facundo Lagunas es va començar a ocupar dels joves jugadors de l'entitat. Alguns d'aquests jugadors han arribat a despuntar a la Primera Divisió Estatal, com en Pau Nolis, en Joan Redón, en Sergi Carné, o els més joves Àngel Carrión i Marc Serra.
Punt i a part mereix en Pere Navarro Jr., que ha arribat a jugar a la Superdivisió Espanyola, a la Bundeslliga Alemanya, a la Lliga Francesa i ha estat seleccionat per la Selecció Espanyola per a participar en competicions internacionals. També ha quedat Campió d'Espanya i de Catalunya en diverses categories.
En aquests últims anys del Centre Excursionista es van anar guanyant títols en categories de promoció i de veterans. Es van obtenir un Subcampionat d'Espanya de dobles i un Subcampionat de Catalunya per equips a Bagà en veterans. Tot i no recollir grans èxits en les categories de base, cal destacar la incessant formació de joves jugadors i l'activa participació en totes les competicions territorials i catalanes, així com la participació en diversos campionats estatals.
L'any 2009 el Centre Excursionista va aconseguir un nou local cedit per l'Ajuntament, en el qual no hi tenia cabuda el tennis de taula i la secció es va veure obligada a deslligar-se de l'entitat, creant així el nou Club Tennis Taula Badalona, mantenint el local del Carrer Sant Anastasi, on s'hi varen fer algunes reformes per optimitzar-hi la pràctica de l'esport.
L'any 2010 el CTT Badalona va organitzar el primer Campionat de Catalunya per Comarques, celebrat al Poliesportiu de Casagemes, aconseguint un èxit organitzatiu i de participació.

## El local
El CTT Badalona té el local de joc i la seu social al carrer Sant Anastasi, número 14, situat al barri Centre de Badalona, just al costat de l'Ajuntament, amb capacitat per a 6 taules. Addicionalment, des del 2010, disposa de dues sales al Pavelló Municipal de Casagemes amb un total de 5 taules.